# 須之奇
須之奇（？—17世紀），字君常、日葵，蘇州府嘉定縣人，明朝軍事人物。

## 生平
須之奇是萬曆二十六年進士須之彥的從弟，在廣福居住，以文學生入試武舉，天啟二年（1630年）成武進士，擔任興泉守備。鄭芝龍入侵包圍興泉，他帶兵營救總兵，斬殺不聽命令的隊長王汝勝不用命，擊敗敵軍解圍。他個性傲慢，和巡撫熊文燦、推官趙繼鼎不和，適逢王汝勝的兒子指父親罪不至死，二人按他擅殺軍人例判處斬首，士民為他呼冤，但結果他入獄後逃去，不知所終。

## 引用
1. 1 2  光緒《嘉定縣志·卷二十·人物志五》：須之奇，字君常，一字日葵。諸生應武科，成天啟壬戌進士，遷興泉守備。
2. ↑  嘉慶《直隸太倉州志·卷三十九·人物》：須之奇，字君常，之彥從弟。居廣福，以學生具勇略入試武闈，天啟二年武進士。
3. ↑  光緒《嘉定縣志·卷二十·人物志五》：鄭芝龍入寇，總兵與興泉道被圍，之奇整兵出救；隊長王汝勝不用命，斬以徇，奮擊大破之，圍始解。性傲，與巡撫熊文燦、推官趙繼鼎有嫌隙，會汝勝子以父死非罪告，竟按擅殺軍弁例論斬。士民代訴不能白，下獄逸去，不知所終。